# 2016年歐洲聯盟（公投）法令
《2016年歐洲聯盟（公投）法令》（英語：European Union (Referendum) Act 2016）是直布罗陀议会的一條法令，在直布罗陀實施英國本地的《2015年歐洲聯盟公投法令》。這是直布羅陀在1973年加入英國以來，首次舉行有關歐盟的公投，也是首次有英國海外領土得以參與英國公投。法令在2016年1月26日生效，兩日後獲得直布罗陀总督批准。

## 背景
1973年1月1日，直布羅陀根據英國的《1973年歐洲各共同體法令》，連同英國本土加入欧洲各共同体，包括最主要的欧洲经济共同体，俗稱「共同市場」，後來演變為欧洲联盟。直布羅陀入歐後並沒有參與1975年英國本土的留歐公投，但公投結果卻是適用於當地；而直布羅陀也一直未能參與1979年至1999年的歐洲議會選舉，直至英國在2002年立法批准直布羅陀成為西南英格蘭選區，2004年成為直布羅陀的首次歐洲議會選舉。
隨著保守黨在2015年大選意外獲勝後，倫敦政府宣布直布羅陀可以參加脫歐公投，並在同年通過《2015年歐洲聯盟公投法令》落實決定。

## 公投
法令就在直布羅陀舉行是否留在歐盟的公投立法。直布羅陀的公投與英國同時間在2016年6月23日舉行，同樣只需簡單多數。根據英國本地的法令，英國選舉委員會獲授權監察直布羅陀整個投票過程，英國政府將會委任一名「點票人員」負責監察並主持直布羅陀的點票，而當地的投票結果將併入西南英格蘭分區點票區域。

### 競選期
英直兩地的法令都指明，公投的官方拉票期為投票日前的十個星期，即2016年4月15日至6月23日。官方簾幕期為期四個星期，即5月27日至6月23日，期間英國和直布羅陀政府及所有轄下機構都不可評論或發佈任何與脫歐或留歐的資訊。英國選舉委員會指定了兩個官方競選團隊，負責向英國和直布羅陀選民拉票，留歐派和脫歐派組織分別為「英國留歐更強」和「投脫歐票」。

### 競選組織開支
英直兩地的法令指明直布羅陀所有政黨的競選開支限額為£70萬。

### 政黨取向

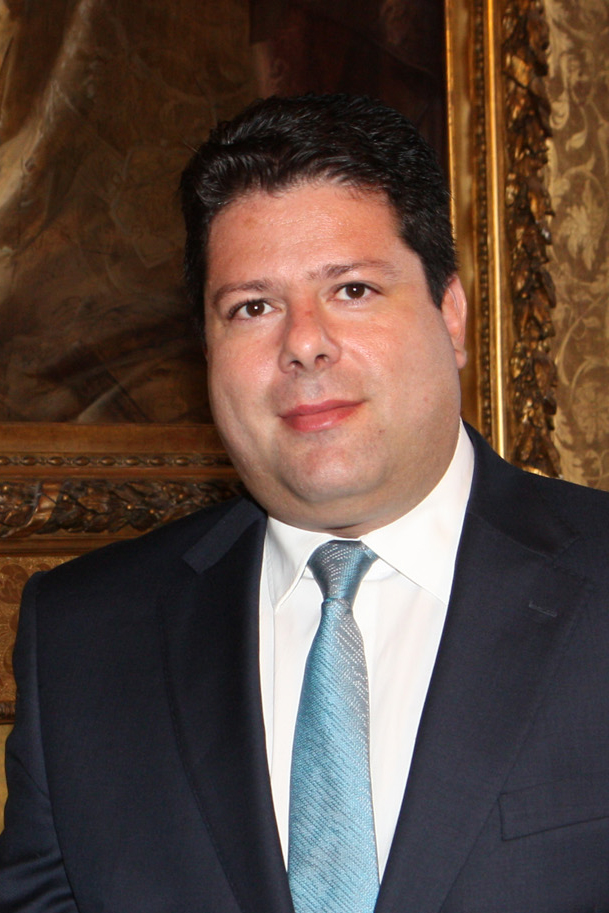
直布羅陀首席大臣法彼仁·碧迦杜領導留歐陣營

直布罗陀议会的所有政黨和議員都支持英國留在歐盟。
| 立場 | 直布羅陀政黨 | 直布羅陀政黨         | 註    |
| ---- | ------------ | -------------------- | ----- |
| 留歐 |              | 直布罗陀社会民主党   | [ 2 ] |
| 留歐 |              | 直布罗陀社会主义工党 | [ 3 ] |
| 留歐 |              | 直布罗陀自由党       | [ 3 ] |

## 公投問題

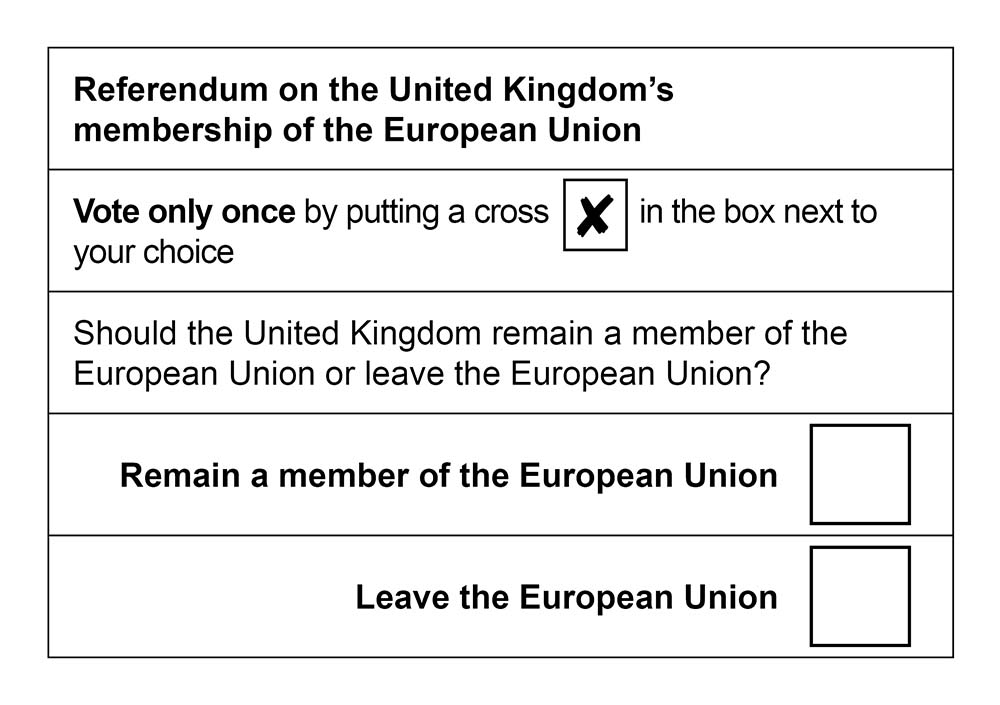
公投模擬選票

根據法令，選民投票時見到的選票會印有一條問題，原文為英文：
聯合王國應該保留歐洲聯盟成員國身份還是脫離歐洲聯盟？
選民需要在以下任一選項劃下一個交叉（X），原文為英文：
保留歐洲聯盟成員國身份
脫離歐洲聯盟

## 投票權
居於直布羅陀的英國公民、愛爾蘭公民及英聯邦公民都可在今次公投中投票。除了愛爾蘭、馬耳他和塞浦路斯，居於直布羅陀的其他歐盟成員國公民都不可以投票。投票年齡門檻與英國本地一樣，均為18歲。公投投票時間為欧洲中部夏令时间2016年6月23日早上7點至晚上10點，當英國的所有票站在晚上11點關閉後，點票隨即開始。

## 已登記選民
2016年6月9日為登記做選民的限期。同月21日，選舉委員會公佈英國和直布羅陀已登記選民的臨時數字，數字包括所有英聯邦和愛爾蘭選民。最終官方數字在6月23日晚上9點公佈。
| 地區     | 已登記選民 |
| -------- | ---------- |
| 直布罗陀 | 24,119     |

## 公投結果
2016年6月24日當地時間凌晨12點40分，直布羅陀議會秘書兼點票人員保羅·馬田拿在直布羅陀大學宣布結果，是382個投票區域中最快宣布的一個。最終95.9%選民支持英國留歐，屬全國最高，另外只有4%支持脫歐。投票率高達84%，當日有不少投票站都大排長龍。
| 2016年英國歐洲聯盟會籍公投 直布羅陀結果    |                        |        |         |
| 選項                                       | 選項                   | 票數   | %       |
|                                            | 保留歐洲聯盟成員國身份 | 19,322 | 95.9%   |
|                                            | 脫離歐洲聯盟           | 823    | 4.1%    |
|                                            |                        |        |         |
| 有效票                                     | 有效票                 | 20,145 | 99.87%  |
| 無效票／棄權票                             | 無效票／棄權票         | 27     | 0.13%   |
| 總數                                       | 總數                   | 20,172 | 100.00% |
|                                            |                        |        |         |
| 已登記選民／投票率                         | 已登記選民／投票率     | 24,119 | 83.64%  |
| 資料來源：選舉委員會（页面存档备份，存于） |                        |        |         |

## 後續
雖然直布羅陀絕大多數居民反對脫歐，但最終英國全國有51.9%選民支持脫歐、48.1%支持留歐，繼而確定英國和直布羅陀離開歐盟。英國政府在2017年3月29日引用《里斯本條約》，正式致函歐盟宣布展開脫歐程序，不過信中未有明確提及直布羅陀也會離開。